# Zebralevél

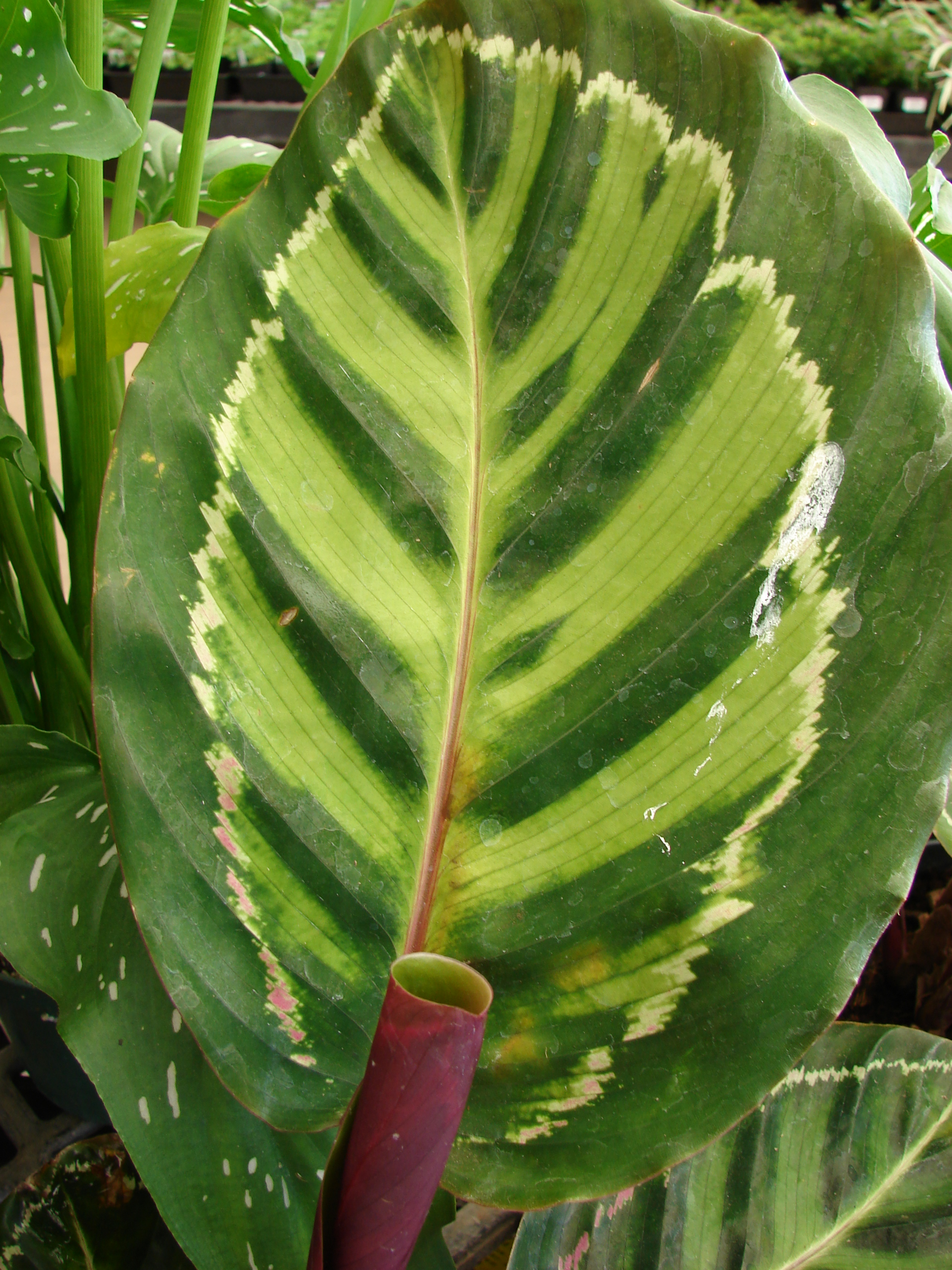
Rózsás zebralevél

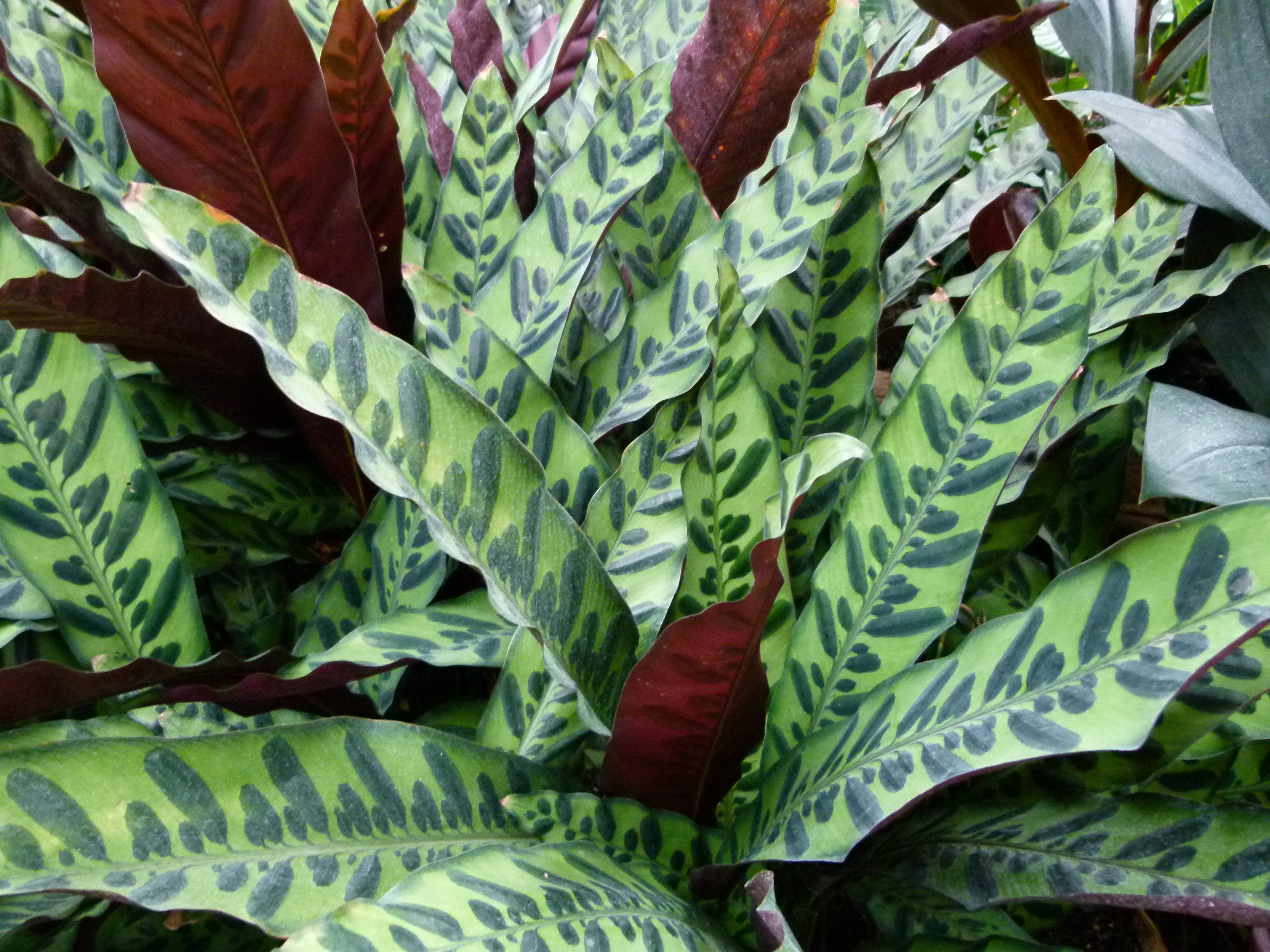
Lándzsás zebralevél

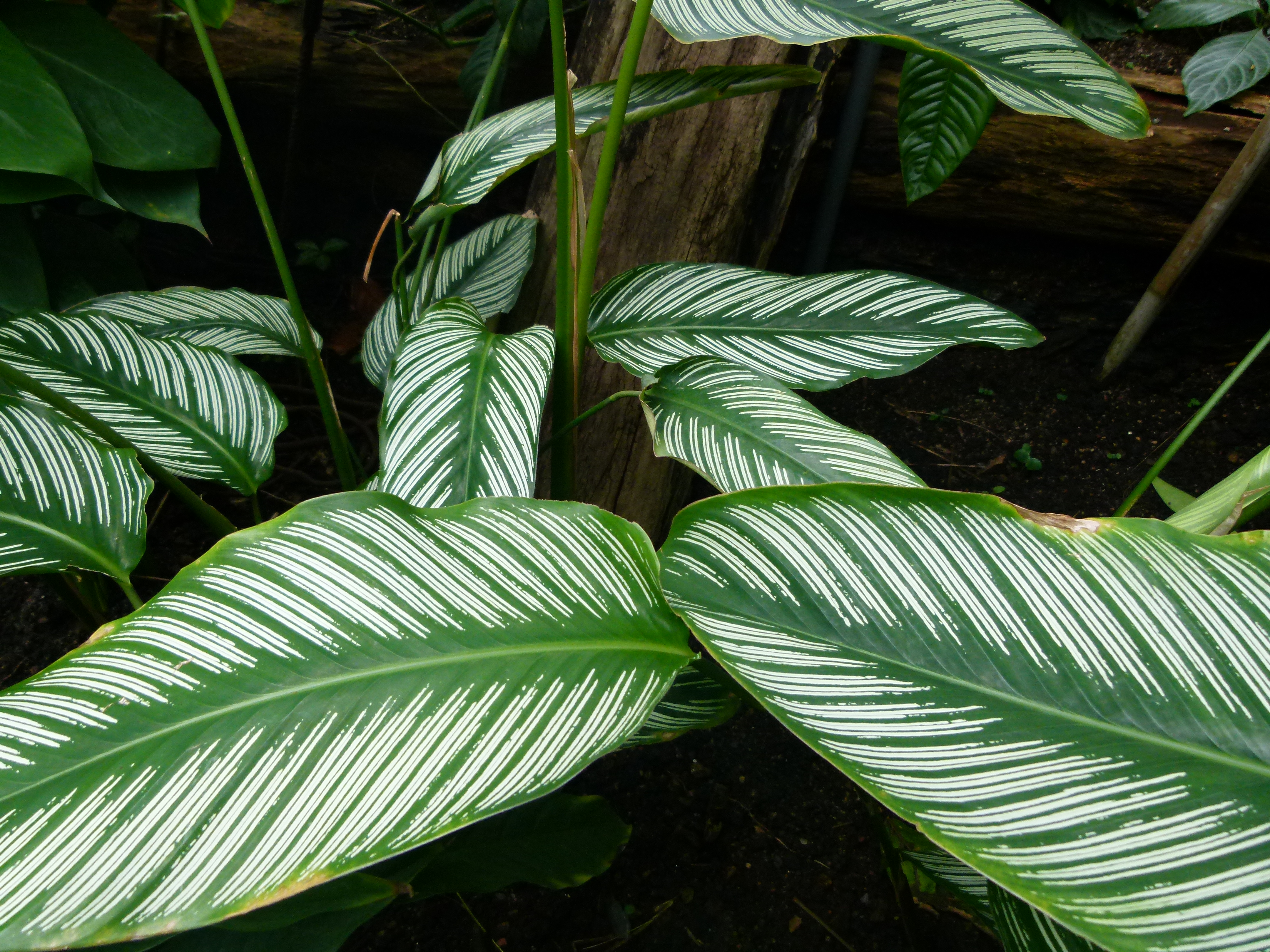
Calathea ornata

A zebralevél (Calathea) a nyílgyökérfélék családjának számos dísznövényfajt tartalmazó növénynemzetsége.

## Megjelenésük
Leveleik nagyok és terebélyesek. Néhány faj levele mintás. Van hegyes és kerek levelű egyed is.
Virága szinte az összes fajnak kicsi és nem feltűnő. Csak egy zebralevélfélének, a sáfrányos zebralevélnek vannak nagy narancssárga feltűnő virágai. Száruk néhány fajnak rövid, néhány fajnak hosszú vagy közepes méretű.

## Elterjedésük
Közép- és Dél-Amerika trópusi esőerdeiben élnek.

## Érdekességük
Mindegyik zebralevélnek a levele nappal vízszintesen áll, este pedig felkunkorodnak és függőleges alakot vesznek fel.

## A zebralevél mint szobanövény

### Gondozása
Gondozása nem egyszerű. Öntözni hetente egyszer kell. A párás, meleg levegőt kedvelik így érdemes párásítani levegőjüket. A félárnyékos helyet kedvelik. De érje őket fény. Meghálálja a tápoldatozást.

## Zebralevélfajok
- Sáfrányos zebralevél (Calathea crocata)
- Csíkolt zebralevél (Calathea zebrina)
- Kockás zebralevél (Calathea network)csíkolt zebralevél

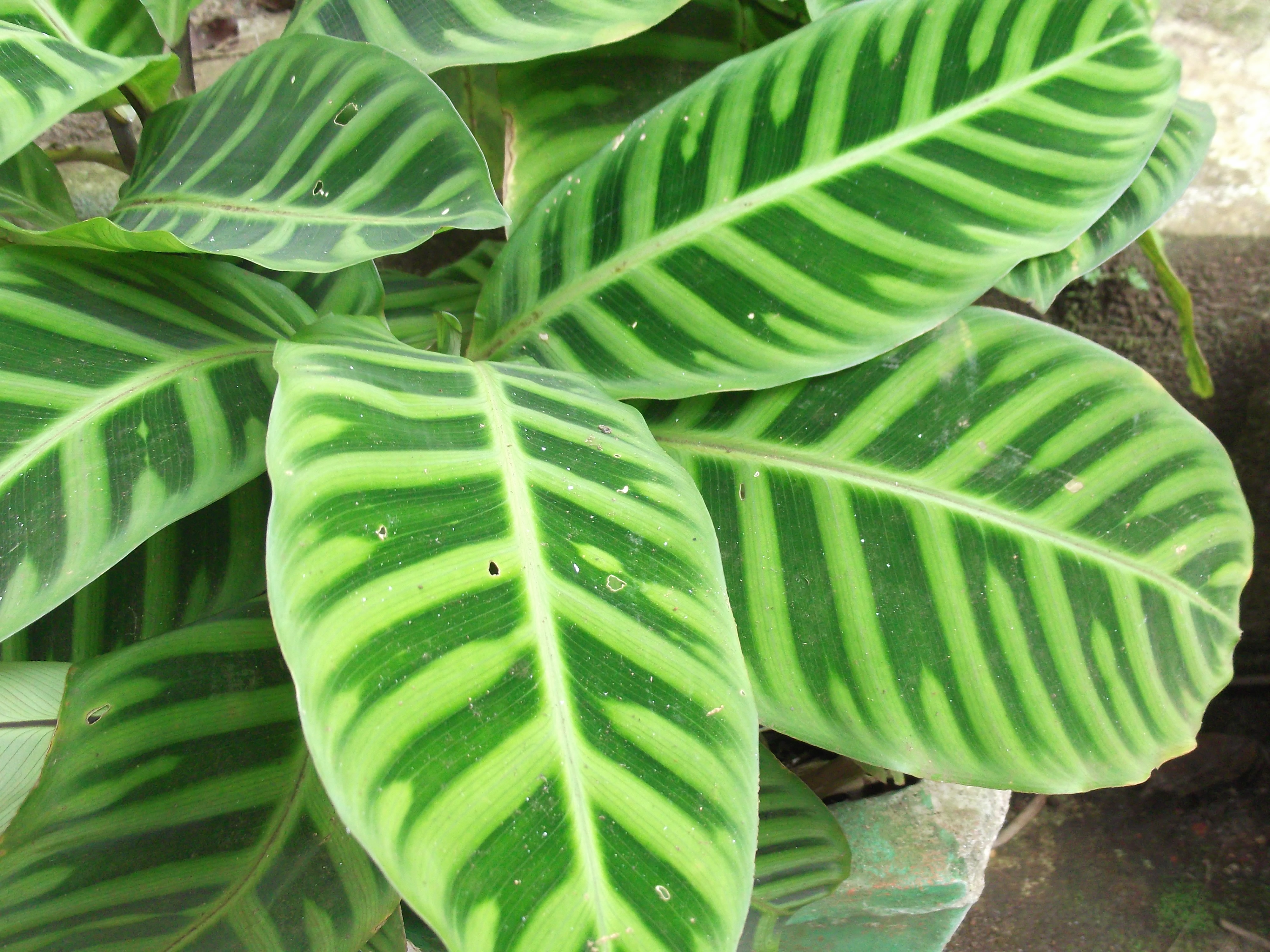
csíkolt zebralevél

- Lándzsás zebralevél (Calathea lancifolia)
- Pávás zebralevél (Calathea makoyana)
- Festett zebralevél (Calathea picturata)
- Calathea Lietzei (Kehelyvirág) (Calathea lietzei)
- Sanderiana zebralevél (Calathea ornota)
- Calathea Picturata (Kehelyvirág) (Calathea picturata)
- Ctenanthe Oppenheimiana ???? (Lehet hogy ebbe a csoportba tartozik)
- Pillás csíklevél (Ctenanthe pilosa) ???? (Lehet hogy ebbe a csoportba tartozik)
- Rózsás zebralevél (Calathea roseopicta)